# Tygda
La Tygda (in russo Тыгда?) è un fiume della Siberia Orientale, affluente di destra della Zeja (bacino idrografico dell'Amur). Scorre nell'oblast' dell'Amur, in Russia.
Il fiume ha origine sull'altopiano dell'Amur e della Zeja, 15 km a nord-ovest del villaggio di Tygda, nel distretto Magdagačinskij. La direzione generale del flusso è verso sud-est. La valle del fiume è paludosa. Il canale è tortuoso, la corrente è lenta. Sfocia nella Zeja a 447 km dalla foce. La sua lunghezza è di 264 km; il bacino del fiume è di 4 740 km². Nel corso inferiore attraversa la riserva naturale «Ust'-Tygdinskij».